# 刺荚木蓝
刺荚木蓝（学名：Indigofera nummulariifolia）为豆科木蓝属下的一个种。